# Édouard Mounier
Claude-Philibert-Édouard Mounier, född den 2 december 1784 i Grenoble, död den 11 maj 1843 i Passy, var en fransk politiker, son till Jean-Joseph Mounier.
Mounier var från 1809 en tid Napoleons sekreterare och upphöjdes av honom till baron, men slöt sig 1814 till bourbonerna. Han var 1818 en kort tid generaldirektör för polisväsendet samt blev 1819 pär.